# Scandvision
Scandvision är ett kommunikationsbolag i Malmö, med kontor även i Köpenhamn och Stockholm. Företaget, vilket har ett 50-tal anställda, är verksamt inom områdena film, television och video, men gör även webbplatser, javalösningar för mobiltelefoner, webb-TV med mera. Scandvision köptes i november 2011 upp av det börsnoterade bolaget Mobile Loyalty, vilket själv några år tidigare bildats genom avknoppning från just Scandvision.
Scandvision har bland annat producerat reklam för Brio, Sony Ericsson, Malaco, Kellogg's och Danisco Sugar.
Nuvarande (2012) verkställande direktör för Scandvision är Michail Kotanidis. Bland bolagets tidigare VD:r märks Pehr Andersson, tidigare bland annat general för Lundakarnevalen 1986 och sedermera näringslivsdirektör i Malmö stad samt Anna Nordström Carlsson (2009-2011), senare grundare av kommunikationsbyrån Wonderleap.